# August Wicke

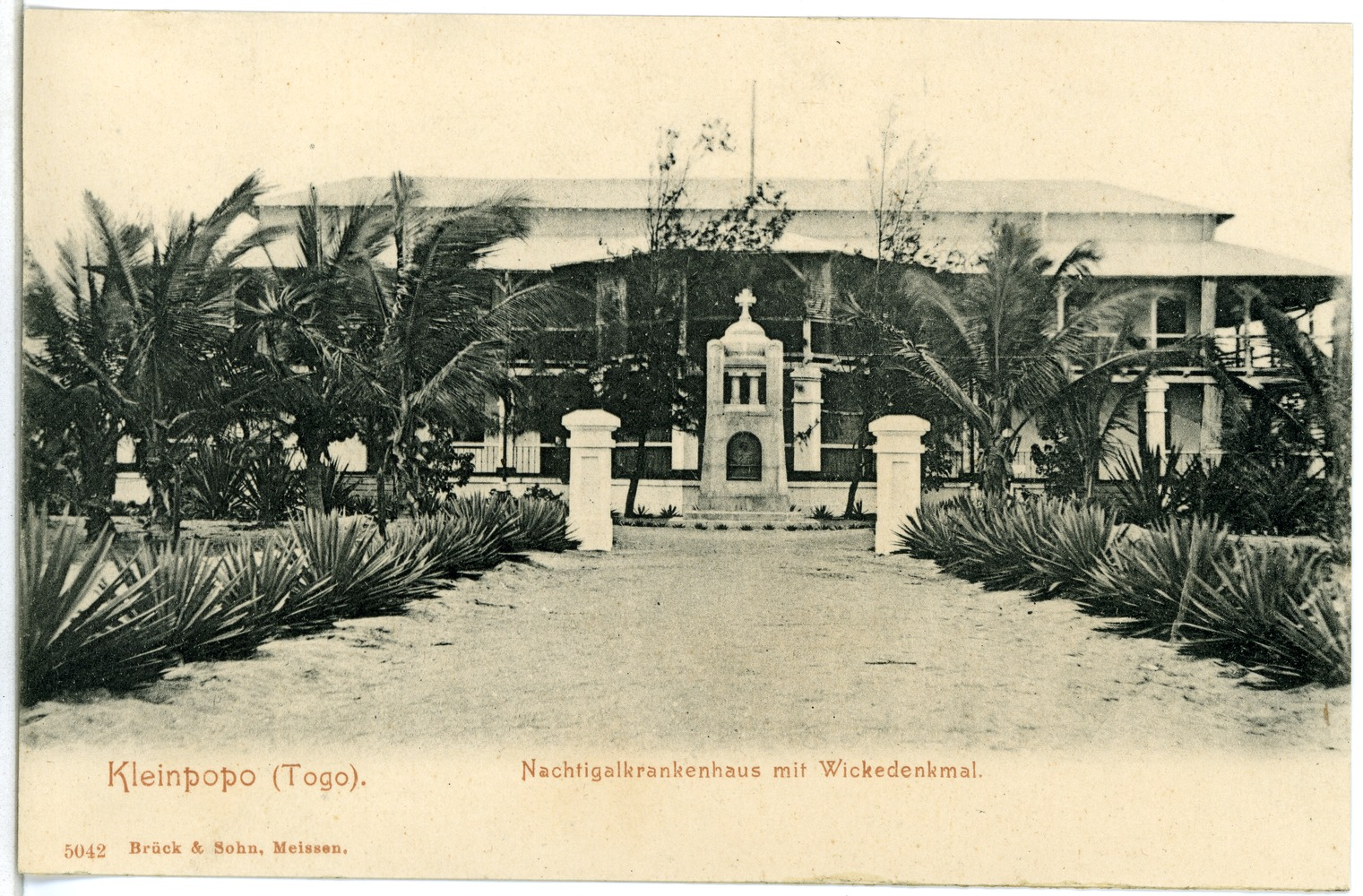
Nachtigallkrankenhaus mit Wickedenkmal

August Wicke (* 1856; † 1899 in der Deutschen Kolonie Togo) war ein deutscher Mediziner und ab 1888 als Oberstabsarzt erster und einziger deutscher Arzt der Kolonialverwaltung in Togo.
Wicke leitete ab 1893 das Nachtigal-Krankenhaus in Aného („Kleinpopo“ genannt), unweit der damaligen Hauptstadt Sebbe, das nach dem Reichskommissar und Gouverneur Gustav Nachtigal benannt wurde. Er erlangte höchste Anerkennung, weshalb auch aus den Nachbarländern Kranke zu Wick reisten. Wicke war in die medizinische Rassenforschung involviert.
Noch heute erinnert das August-Wicke-Denkmal in Aného an den Arzt.